# Waga elektroniczna

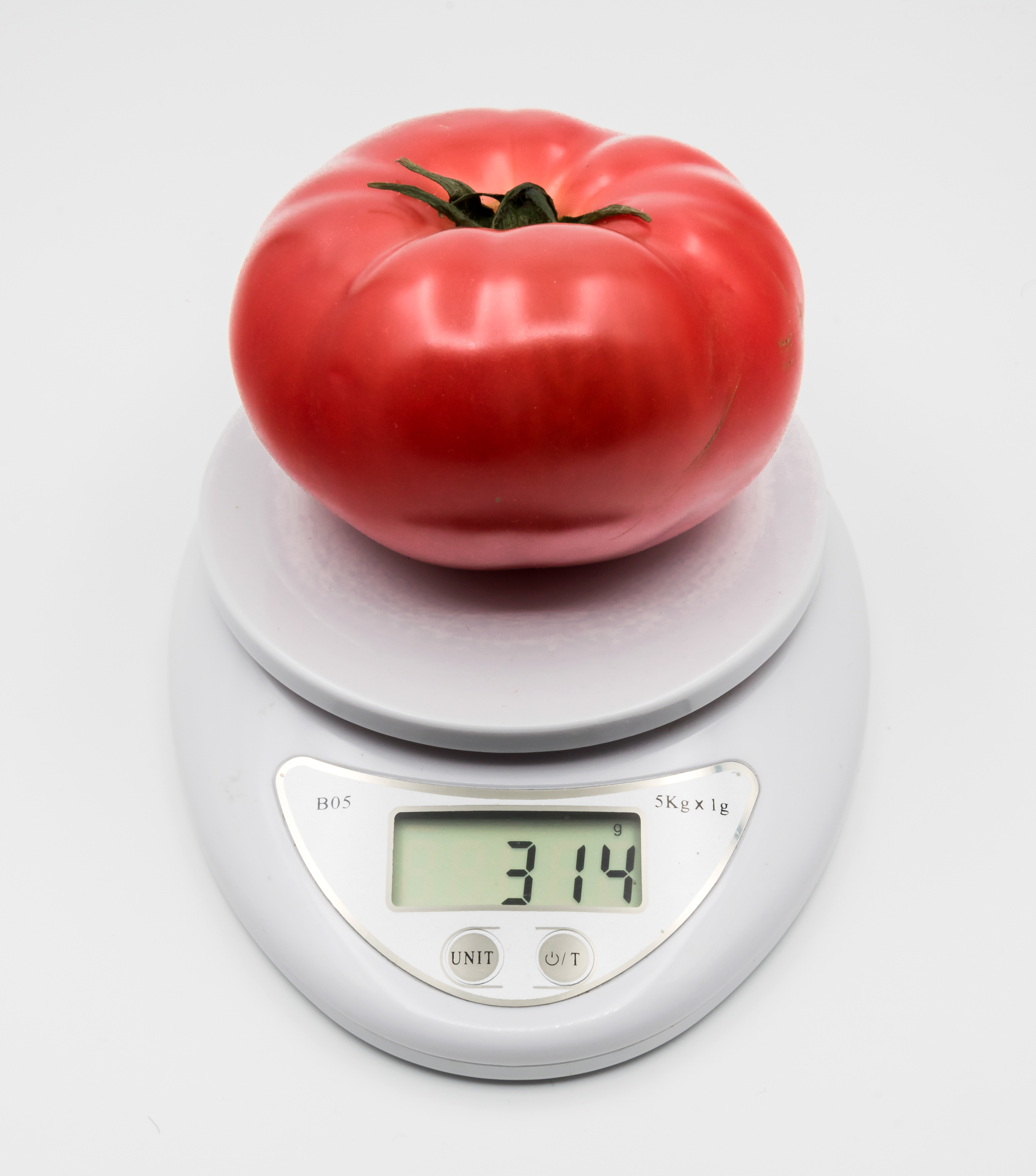
Kuchenna waga elektroniczna

Waga elektroniczna – waga elektryczna wyposażona w elektroniczny układ wskazujący, najczęściej cyfrowy. Waga elektroniczna to urządzenie do wyznaczania masy przedmiotu umieszczonego na nośni przy udziale siły grawitacji (urządzenia mierzące masę na podstawie iloczynu objętości i gęstości nie są wagami). W szczególnych przypadkach waga elektroniczna może być stosowana jako urządzenie do wyznaczania gęstości (waga z gęstościomierzem, na przykład Reimanna-Parowa) lub analizowania wilgotności próbki (wagosuszarka).
Przetworniki siły (w tym tensometryczne) stosowane w wagach najczęściej posiadają certyfikat badań zgodnie z wymaganiami zalecenia Międzynarodowej Organizacji Metrologii Prawnej OIML R60.

## Podział
Wagi elektroniczne dzielimy zgodnie z terminologią prawną i OIML ze względu na ich funkcje i sposób działania:
1. Wagi nieautomatyczne (OIML R76 i PN-EN 45501) to przyrządy pomiarowe służące do wyznaczania masy z udziałem operatora.
Należą do nich: wagi powszechnie znane ze sklepów, wagi platformowe (do ważenia pojazdów w stacjach diagnostycznych lub magazynach), wagi laboratoryjne, wagi hakowe (znajdujące się, między innymi, w suwnicach), wagi podkładane pod koło. Waga tego rodzaju może być również zainstalowana pod zbiornikiem cieczy.

Legalizowane wagi nieautomatyczne mają określone cztery klasy dokładności: I (laboratoryjne o najwyższej dokładności), II (laboratoryjne), III (powszechnego stosowania, np. sklepowe) i IV (powszechnego stosowania, mniej dokładne).
2. Wagi automatyczne:
Wagami automatycznymi są przyrządy pomiarowe służące do wyznaczania masy bez udziału operatora w procesie ważenia, ich zastosowanie wynika z automatyzacji procesu produkcji, pakowania i załadunku oraz określania należności za towar w przypadku rozliczeń między podmiotami.
Wagi automatyczne mają najczęściej dokładność od 0,25 do 2% w zależności od klasy dokładności.
Wagi automatyczne dzielimy na:
1. „Dla pojedynczych ładunków” (OIML R51 Catchweighing Automatic Weighing Instrument)- to wagi służące do wyznaczania masy ładunków jednolitych lub ich kontroli: Przykładem takich wag mogą być: linie etykietujące towary np. ser w sklepie na tacce posiada etykietę („wagi etykietujące” „price-labeling”), wagi kontrolne[1] odrzucające opakowania, których masa nie mieści się w zadanych granicach (tzw. „wagi kontrolujące”, „checkweigher”). W tej kategorii prawnej ujęto również wagi znajdujące się w ramieniu ładowarki (pojazdu z łyżką), wówczas proces ważenia następuje w trakcie podnoszenia załadowanego na łyżkę ładowarki materiału.
2. „Porcjujące” (OIML R61 Gravimetric Filling A.W.I.) – wagi służące do odmierzenia jednej porcji materiału. Przykładem takiej wagi jest linia napełniająca do butelek płyn lub proszek do opakowania. Waga tego rodzaju steruje systemem napełniającym opakowanie.
3. „Przenośnikowe” (OIML R50 Continuous Totalising A.W.I.) – wagi zamontowane w taśmociągach przenoszących towary masowe, zainstalowane w kopalniach, elektrociepłowniach, żwirowniach i kamieniołomach. Proces ważenia odbywa się poprzez całkowanie chwilowych wyników pomiaru.
4. „Odważające” (OIML R107 Discontinuous Totalising A.W.I.) – wagi służące do pomiaru sumy towaru masowego poprzez sumowanie kolejnych cząstkowych pomiarów, dla przykładu waga umieszczona pod silosem zboża lub cementu napełniającym wagony lub ciężarówki.
5. „Do ważenia pojazdów w ruchu” (OIML R134 dla samochodów oraz OIML R106 dla wagonów) – służące jak ich nazwa wskazuje do pomiaru pojazdu w trakcie jego przejazdu. System elektroniczny i pomiarowy wagi jest skonstruowany tak, aby odróżnieniu od wagi nieautomatycznej platformowej, nie zachodziła konieczność zatrzymania pojazdu na nośni wagi, pod warunkiem poruszania się pojazdu ze stałą prędkością. Wagi tego rodzaju są najczęściej wbudowane w konstrukcję drogi lub układu torowego.

Podział wag elektronicznych ze względu na konstrukcję mechaniczną
- waga elektroniczna z siłownikiem elektrycznym (konstrukcja z mechanizmem)
- waga elektroniczna z przetwornikiem siły np. tensometrem (brak mechanizmu)
- waga hybrydowa (występuje mechanizm oraz tensometr)

## Budowa wagi elektronicznej z mechanizmem
Waga elektroniczna różni się nieco od pospolitej wagi mechanicznej lub sprężynowej, aczkolwiek wykorzystuje ona jej podstawowe założenia techniczne. Waga mechaniczna (dźwigniowa) skonstruowana jest w taki sposób iż do ważenia potrzebny jest wzorzec masy, który obecny jest przez cały czas na jednej z szal. Na drugiej szali umieszcza się przedmioty których masę chcemy ustalić. W przypadku nowoczesnych systemów wyznaczania masy (wag elektronicznych) do dyspozycji mamy tylko jedną szalkę.
Konstrukcja:
- nośnia (szalka, platforma, zbiornik itp.)
- mechanizm wraz z siłownikiem i systemem zawieszek oraz cięgien
- odważniki do kalibracji wewnętrznej
- płytka przetwornika cyfrowo-analogowego (A/D)
- płytka główna wraz z wyświetlaczami
- klawiatura oraz zestaw złącz do komunikacji z komputerem
- poziomica

## Mechanizm i zasada działania wagi bez mechanizmu
- waga ma ramę stanowiącą konstrukcję wagi
- na ramie umocowany jest przynajmniej 1 przetwornik pomiarowy (ang. load cell) – może to być przetwornik tensometryczny, przetwornik indukcyjny, przetwornik kamertonowy[3] lub inny rodzaj przetwornika
- na przetwornikach jest osadzona nośnia wagi, na której umieszcza się ładunek
- po położeniu przedmiotu na nośni wagi w wyniku działania siły ciężkości następuje odkształcenie przetwornika pomiarowego
- w wyniku nacisku i odkształcenia przetwornika następuje zmiana jego właściwości elektrycznych (w przypadku tensometrów – zmiana oporu), w przypadku czujników indukcyjnych zmiana sygnału następuje w wyniku przemieszczenia cewki wewnątrz przetwornika
- odpowiednio skalibrowany moduł sterujący wagą (tak zwany miernik wagowy, ang. indicator) przelicza zmianę sygnału elektrycznego na przypisaną dla niego wartość masy i podaje wynik ważenia,

## Podstawowe pojęcia metrologiczne związane z wagami elektronicznymi, leksykon
Adiustacja wagi, zwana powszechnie kalibracją. Jest to szereg czynności mających na celu korekcję wskazań wagi. Kalibracji dokonywać należy wzorcem masy zbliżonym do maksymalnego udźwigu wagi. Kalibracja wagi legalizowanej jest zabroniona i mogą jej dokonywać tylko serwisy lub jednostki do tego uprawnione. Dokonanie kalibracji wiąże się z koniecznością ponownej legalizacji wagi. Szczególnym rodzajem adiustacji jest adiustacja wewnętrzna (kalibracja wewnętrzna), która nie wymaga powtórnego legalizowania, gdyż wzorce do jej przeprowadzenia znajdują się we wnętrzu wagi i użytkownik nie ma do nich dostępu. Kalibracja wewnętrzna odbywa się automatycznie lub na życzenie użytkownika.
Działka elementarna, inaczej działka odczytowa, zawsze oznaczana małą literą „d”. Jest to wyrażona w jednostkach masy wartość różnicy między wartościami odpowiadającymi dwóm sąsiednim wskazaniom podziałki wagi.
Dla przykładu waga z działką d = 1 g będzie wyświetlać, gdy naciśniemy palcem na szalkę, kolejne wyniki z jedynką na końcu:
- 0,000 kg
- 0,001 kg
- 0,002 kg
- 0,003 kg

Natomiast waga z działką d = 5 g przy naciskaniu na szalkę wyświetli:
- 0,000 kg
- 0,005 kg
- 0,010 kg
- 0,015 kg

Działka legalizacyjna, zawsze oznaczana małą literą „e”. Jest to wartość, wyrażona w jednostkach masy, stosowana do klasyfikacji i legalizacji wag. Jest określona przez wyrażenie d ⩽ e ⩽ 10 d, {\displaystyle e=10^{k}\mathrm {\ kg} }, gdzie k jest liczbą całkowitą, dodatnią, ujemną lub zerem. Wymóg ten nie dotyczy wag klasy dokładności z d > 1 mg, gdy e = 1 mg.
Liniowość wagi – zdolność wagi do zachowania określonych tolerancji nie tylko w punktach kalibracji, ale w całym przedziale ważenia.
Oznaczenie CE – symbolizuje zgodność wyrobu z regulacjami Unii Europejskiej.
Oznaczenie M – kwadrat z literą M (zielony w przypadku wag nieautomatycznych) jest dodatkowym oznaczeniem potwierdzającym, że dana waga spełnia wymagania zasadnicze właściwej dla niej dyrektywy (dyrektywy Parlamentu Europejskiego i Rady w sprawie wag nieautomatycznych (NAWID) lub automatycznych (MID)).
Oznaczenie Ex – specjalny znak dla produktów przeznaczonych do pracy w strefie zagrożonej wybuchem, potwierdzający, że wyrób spełnia wymagania norm europejskich (według dyrektywy 94/9/EC).
Waga legalizowana (skrót myślowy oznaczający wagę podlegającą prawnej kontroli metrologicznej) – waga, która przed wprowadzeniem do obrotu (wprowadzeniem na rynek lub oddaniem do użytkowania) została poddana procedurze:
- oceny zgodności z dyrektywą Parlamentu Europejskiego i Rady 2014/31/UE z dnia 26 lutego 2014 r. dotyczącą wag nieautomatycznych[4] (NAWID, dla wagi nieautomatycznych, czyli np. sklepowych) lub dyrektywą 2014/32/UE Parlamentu Europejskiego i Rady z dnia 26 lutego 2014 r. w sprawie przyrządów pomiarowych[5] (MID, dla wag automatycznych) lub
- zatwierdzenia typu (uprzednio obowiązujące prawo określało sposób badania i sprawdzenia wag, przed wejściem w życie w Polsce odpowiednich dyrektyw unijnych)
- oraz została oznaczona odpowiednimi oznakowaniami (literą M) po przeprowadzeniu sprawdzenia jej dokładności (cechy legalizacji, cechy zabezpieczające).

Waga ta dodatkowo powinna spełniać wymagania zasadnicze dyrektyw: EMC, LVD (jeżeli im podlega) i powinna być oznaczona odpowiednim znakiem. Jeżeli waga podlega jednocześnie kilku dyrektywom, oznaczenie CE stanowi deklarację, że spełnia ona wymagania wszystkich tych dyrektyw.
Legalizacja wag (oraz innych przyrządów pomiarowych) w wielu krajach świata wynika z potrzeby zapewnienia ochrony obywatela przez państwo przed:
- nieuczciwym handlem (rzetelność transakcji)
- ochroną życia, środowiska i zdrowia
- odpowiednią podstawą do naliczenia podatku, cła, kary lub opłat wynikających z umów handlowych (rozliczeń). W Polsce wynika to z artykułu 8 ustawy z dnia 11 maja 2001 r. – Prawo o miarach.

W zależności od klasy i rodzaju wag, przeprowadzenie oceny zgodności (dawniej decyzja zatwierdzenia typu) zapewnia użytkownika, że taki przyrząd pomiarowy przeszedł odpowiednie badania (przykładowo odporności na zakłócenia elektromagnetyczne, niestabilnych warunków zasilania, badanie powtarzalności, pobudliwości, dokładności w różnych warunkach klimatycznych) i spełnia odpowiednie dla niego wymagania prawne. Legalizacja jest czynnością okresowego sprawdzenia dokładności przyrządu pomiarowego.
Waga nielegalizowana – Waga nielegalizowana może być wprowadzona na rynek, jeżeli spełnia wymagania zasadnicze dyrektyw: EMC, LVD. Wymagania dyrektywy NAWI nie muszą być spełnione. Producent, który dokonał oceny zgodności zgodnie z Modułem A oznacza wagę znakiem CE i wystawia Deklarację Zgodności. Na takiej wadze nie wolno naklejać oznaczeń metrologicznych (litera M w kwadracie). Takie wagi mogą mieć bardzo małą dokładność i powtarzalność wyników, być podatne na czynniki pogodowe i nie mogą być one użytkowane np. w handlu.
Waga wielozakresowa – waga z co najmniej dwoma zakresami ważenia, na przykład d = 1 g lub d = 2 g. Są to wagi z co najmniej dwoma obciążeniami maksymalnymi.
Zakres ważenia – przedział między obciążeniem minimalnym i obciążeniem maksymalnym.